# إيرين بورنس
إيرين بورنس (22 يونيو 1988 في أستراليا - ) (بالإنجليزية: Erin Burns)‏ هي لاعبة كريكت أسترالية. لعبت مع Tasmanian Tigers (women's cricket) ‏.

## وصلات خارجية
- إيرين بورنس على موقع الاتحاد الدولي لألعاب القوى (الإنجليزية)
- إيرين بورنس على موقع إي آس بي آن كريك إنفو (الإنجليزية)